# 鬼斬り若様
『鬼斬り若様』（おにきりわかさま）は、1955年に公開された安田公義監督の日本映画。モノクロ、スタンダードサイズ、映倫番号:1751。
村上元三の歴史小説『松平長七郎旅日記』の一編「風流編笠節」が原作。

## スタッフ
以下のスタッフ名は特に記載がない限りKINENOTEに従った。
- 監督 - 安田公義
- 脚本 - 犬塚稔
- 原作 - 村上元三 『松平長七郎旅日記』「風流編笠節」[2]
- 企画 - 浅井昭三郎
- 製作 - 酒井箴
- 撮影 - 今井ひろし
- 美術 - 西岡善信
- 音楽 - 上原げんと
- 録音 - 奥村雅弘
- 照明 - 中岡源権
- 編集 - 西田重雄
- 製作主任 - 竹内次郎
- 装置 - 後藤幸一
- 装飾 - 中島小三郎
- 背景 - 小倉清三郎
- 美粧 - 福山善也
- 衣裳 - 黒沢好子
- 結髪 - 石井エミ
- 記録 - 中井妙子
- スチール - 杉山卯三郎
- 助監督 - 小木谷好彦
- 撮影助手 - 木浦義明
- 録音助手 - 鈴木幸三郎
- 照明助手 - 美間博
- 美術助手 - 加藤茂
- 移動効果 - 宇野薫
- 擬闘 - 楠本栄一
- 演技事務 - 松浪錦之助
- 進行 - 田辺満

## キャスト
以下の出演者名と役名はKINENOTEに従った。
- 八代目 市川雷蔵 - 松平長七郎
- 八潮悠子 - 百合の局
- 神楽坂はん子 - 花井左近
- 水戸光子 - おれん
- 岡譲司 - 酒井雅楽頭
- 羅門光三郎 - 跡見八郎太
- 香川良介 - 三宅宅兵衛
- 南条新太郎 - 田村右平次
- 上田寛 - 庚申辰
- 南部彰三 - 猿若勘三郎
- 東良之助 - 槌屋三十郎
- 尾上栄五郎 - 達磨左兵衛
- 水原洋一 - 赤蛇甚五左
- 原聖四郎 - 将軍家光
- 伊達三郎 - 黒犬六之助